# Cleisostoma
Cleisostoma é um género botânico pertencente à família das orquídeas (Orchidaceae).

## Lista de espécies
- Cleisostoma appendiculatum
- Cleisostomaarietinum
- Cleisostoma aspersum
- Cleisostoma bicorne
- Cleisostoma crassifolium
- Cleisostoma crochetii
- Cleisostoma dichroanthum
- Cleisostoma discolor
- Cleisostoma filiforme
- Cleisostoma halophilum
- Cleisostoma longi-folius
- Cleisostoma lowii
- Cleisostoma pachyfolium
- Cleisostoma pachyphyllus
- Cleisostoma pallidus
- Cleisostoma paniculatum
- Cleisostoma parishii
- Cleisostoma pendulata
- Cleisostoma racemiferum
- Cleisostoma ramosum
- Cleisostoma recurvus
- Cleisostoma rolfeanum
- Cleisostoma rostratum
- Cleisostoma sagittatum
- Cleisostoma sagittiforme
- Cleisostoma simondii
- Cleisostoma strongyloides
- Cleisostoma subulatum
- Cleisostoma tenuifolium
- Cleisostoma teretifolium
- Cleisostoma termissus
- Cleisostoma tridentatus
- Cleisostoma uraiensis
- Cleisostoma williamsoni

### Sinônimos
- Carteretia A. Rich.
- Echinoglossum Blume
- Sarcanthus Lindl.